# Josef (Jesu stedfar)
Josef fra Nazaret (hebraisk: יוֹסֵף, græsk: Ἰωσήφ) (også kendt som Josef af Davids hus, Josef den Trolovede, Sankt Josef eller Josef Arbejderen) er kendt fra Matthæusevangeliet, Lukasevangeliet og Johannesevangeliet i Det Ny Testamente som jomfru Marias trolovede og Jesu stedfader. Selv om han ifølge kristen tradition ikke var Jesu biologiske fader, agerede han som stedfader, og som den hellige families overhoved. Josef har status af helgen i de romersk-katolske, østortodokse, lutherske og anglikanske kirker.

## Josef i Bibelen
De kanoniske evangelier fortæller os ikke, hvornår eller hvor Josef blev født, og er uenige om hvorvidt han boede i Nazaret i Galilæa eller i Bethlehem i Judæa før Jesu fødsel..
Josef var "τεκτων", hvilket traditionelt har været opfattet som at han var tømrer (Matth. 13,55), selv om det græske udtryk er meget bredere og ikke kan oversættes snævert. Det betegner en håndværker, der i almindelighed arbejder med træ, jern og sten. Faktisk er tekton et af de ord, der genfindes i samlinger af skældsord, som bedrestillede kunne anvende for at sætte den udannede pøbel på plads. 
I øvrigt findes der meget begrænset information om Josef i evangelierne, og ingen af hans ord er nedskrevne der. Han optræder kun i fortællingerne om Jesu barndom.
Matthæus 1:24-25 fortæller, hvordan Guds engel opsøger Josef i drømme: "Da Josef var vågnet op af søvnen, gjorde han, som Herrens engel havde befalet ham, og tog hende til sig som sin hustru. Men han lå ikke med hende, før hun fødte sin søn. Og han gav ham navnet Jesus." Stamtavlen, som Matthæus-evangeliet indledes med, viser, hvordan Jesus gennem Josef nedstammer fra Abraham, og er af kong Davids hus.  Josef i Mosebøgerne var Matthæus' forbillede; den Josef, der blev solgt som slave til Ægypten, og var søn af patriarken Jakob. Typisk nok hedder Josefs far Jakob i Matthæus' stamtavle, selv om Lukas opgiver, at Josefs far hed Eli. Sandsynligvis er Matthæus' stamtavle sat op for jødisk-kristne grupper, for hvem det var af vigtighed, at Messias nedstammede fra kong David. Matthæus lægger også Jesu fødsel til Bethlehem, fordi det var stedet, kong David stammede fra, og ifølge profeten Mika det sted, Messias skal komme fra. Derfor er det heller ikke sikkert, at Marias ægtefælle faktisk hed Josef. Navnet kan være evangelistens påfund, for at skabe en tilknytning til de gammeltestamentlige profetier.
I Lukasevangeliet har Josef fået en anden stamtavle. Nu går den helt tilbage til Adam som bevis på, at kristendommen vedkommer hele menneskeheden og ikke kun jøderne. Josefs far hedder ikke Jakob som hos Matthæus, men Eli, og ingen engel opsøger Josef i hans drømme; hos Lukas er det Maria, englen opsøger. Og mens Matthæus lader Josef nedstamme fra en række konger, lader Lukas ham nedstamme fra præster og profeter.
Bibelens sidste omtale af Josef er i Lukas 2:48: "Da forældrene fik øje på ham, blev de slået af forundring, og hans mor sagde til ham: »Barn, hvorfor gjorde du sådan mod os? Din far og jeg har ledt efter dig og været ængstelige.«"
Da Jesus som voksen vender tilbage til sin hjemby Nazaret for at undervise, blev han genkendt af lokalbefolkningen, og der står i Markus 6:3: ""Er det ikke tømreren, Marias søn og bror til Jakob og Joses og Judas og Simon? Bor hans søstre ikke her hos os?« Og de blev forarget på ham." Her omtales Jesus som "Marias søn", ikke Josefs, hvad der er ualmindeligt. Enten har Maria været enke i mange år, eller, som det har været udlagt, var Josef ikke Jesu far.

## Josef som helgen
I bl.a. den romersk-katolske kirke er Josef skytshelgen for arbejdere og har flere festdage. Pave Pius 9. udråbte ham desuden til at være hele kirkens skytshelgen.
Siden 1950'erne er det videnskabelige studie af Josefs liv – josefologi – vokset frem som teologisk subdisciplin.
Sankt Joseph Søstrene og deres institutioner har taget navn efter Josef.